# Geraridae
Geraridae (лат.) — вымершее семейство отряд новокрылых насекомых с неполным превращением из вымершего отряда герариды (Geraridea). Существовали в карбоне, исчезнув к его концу. Обнаружены в ископаемых отложениях Северной Америки (США, штат Иллинойс) и Европы (Великобритания, Германия, Испания, Франция) (318,1—298,9 миллионов лет назад). 

## Классификация
Семейство включает следующие роды:
- †Anepitedius Handlirsch, 1911
- †Axiologus Handlirsch, 1906
- †Cantabrala Kukalová-Peck and Brauckmann, 1992
- †Genentomum Scudder, 1885
- †Gerarulus Handlirsch, 1911
- †Gerarus Scudder, 1885
- †Hirsutgerarus Zessin, 2012
- †Nacekomia Richardson, 1956
- †Osnogerarus Kukalová-Peck and Brauckmann, 1992
- †Owadpteron Dvořák et al., 2019
- †Parapalaeomastax Dvořák et al., 2019
- †Ploetzgerarus Zessin, 2009
- †Progenentomum Handlirsch, 1906